# Olimpia Cagliari
L'Associazione Sportiva Olimpia Cagliari, nota dal 1967 al 1978 come Brill Cagliari per ragioni legate alla sponsorizzazione, è una squadra di pallacanestro di Cagliari. Fu la prima società sarda a raggiungere la massima serie di Pallacanestro maschile e finora l'unica di Cagliari.

## Storia

Una partita della Brill al PalaRockefeller

Ha militato nella massima serie del campionato italiano maschile di pallacanestro nella stagione 1969-70 e dal 1972 al 1978. Fu promossa in Serie A dopo lo spareggio con la Libertas Brindisi nel campionato cadetto 1968-69.
Fondata nel 1953 da Eusebio "Bebi" Mosca, da una scissione de l'Aquila Cagliari, si affaccia in Serie B per la prima volta nella stagione 1957-58, sono frequenti in quegli anni i derby con l'Esperia Cagliari. Nel 1967-68, dopo una prima fusione con il Cagliari acquisì il nome di Brill Cagliari, che lascerà solo dopo la retrocessione del 1978-1979. In questo periodo mutarono i colori sociali che da bianco verdi, divennero bianco rossi.
Con la discesa in seconda serie, inizierà un lento declino che porterà in pochi anni la società a sparire dal panorama nazionale e a sopravvivere solo con varie fusioni nel panorama regionale.
La denominazione tornò ad essere Olimpia Cagliari, dopo essere stata denominata negli anni anche Russo Cagliari (che fu la denominazione di un'altra società di Cagliari, la Giovanni Russo Cagliari). Giovanni Russo, da cui le società presero il nome, era un dirigente della Brill.
Nel 2013 la società venne sponsorizzata dalla Birra Ichnusa partecipando al campionato come Olimpia Ichnusa Cagliari. Nella stagione 2014-2015 il main sponsor è Trony. La società, riaffacciatasi nuovamente nel panorama nazionale grazie alla partecipazione in serie B, retrocede dopo un solo anno.

## Divise Brill
Ai tempi della Brill, i colori erano Bianco e Rosso